# SN 2006ca
SN 2006ca – supernowa typu II odkryta 4 maja 2006 roku w galaktyce UGC 11214. W momencie odkrycia miała maksymalną jasność 16,40m.